# جرثومات نيلية
جرثومات نيلية (الاسم العلمي: Janthinobacterium) هي جنس من البكتيريا، سلبية الغرام، تتبع الجرثوميات حامضية.